# Colette Besson

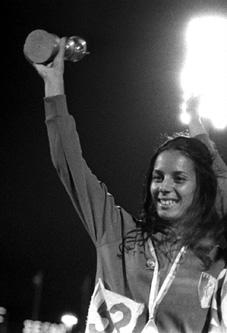
Colette Besson 1968 bei den Olympischen Spielen

Colette Henriette Besson (* 7. April 1946 in Saint-Georges-de-Didonne; † 9. August 2005 in La Rochelle) war eine französische Sprinterin und Olympiasiegerin.
Die bis dahin eher unbekannte französische Läuferin Colette Besson qualifizierte sich überraschend für die Teilnahme an den Olympischen Spielen 1968 in Mexiko-Stadt und errang im 400-Meter-Lauf die Goldmedaille vor der favorisierten Britin Lillian Board (Silber) und der Russin Natalja Petschonkina (Bronze).
Bei den Europameisterschaften 1969 in Athen gewann sie je einmal Silber über 400 Meter (von ihrer Landsfrau Nicole Duclos hauchdünn bezwungen) und mit der 4-mal-400-Meter-Staffel, wobei sie als Schlussläuferin dieses Mal im Finish von Lillian Board niedergerungen wurde. Danach konnte sie keine weiteren internationalen Medaillen mehr gewinnen und beendete 1977 ihre Karriere. Sie starb 2005 an den Folgen eines Krebsleidens.